# O-去甲基加兰他敏
O-去甲基加兰他敏（Sanguinine）是一种有毒生物碱，化学式C16H19NO3，可见于血红石蒜、香石蒜、金花石蒜等石蒜属以及包括22种观赏水仙在内的水仙属等物种。在结构上为加兰他敏上苯环上的甲氧基脱去甲基变成酚羟基得到。因结构中含有N-甲基结构，所以为乙酰胆碱酯酶强抑制剂（IC50=0.06 μM），且抑制作用远高于加兰他敏（IC50=0.35 μM）。